# نسرغاداتا مهراج
نسرغاداتا مهراج (17 أبريل 1897- 8 سبتمبر 1981) وُلد باسم ماروتي شيفرامبانت كامبالي هو غورو هندي ينتمي لمذهب أدفايتا. انتشرت تعاليمه بصورة ملحوظة عبر كتابه «أنا الذات» الذي جلب له شهرة عالمية وأتباع خصوصا من أمريكا الشمالية وأوروبا، حيث صدر الكتاب عام 1973 وكان عبارة عن ترجمة إنكليزية لمحاوراته مع موريس فريدمان باللغة المراثية.
كان تلميذ سيدهارامشوار مهراج، وحملت سلالته الروحية اسم نافناث سمبرادايا. يُعتبر نسرغاداتا مهراج- حسب العديد من الغربيين المهتمين بهذه الفلسفة- أحد أكبر الحكماء الهنود المعاصرين لرامانا مهارشي الذين اتبعوا طريق «تقصي الذات». وحسب بعض الحاضرين لجلساته فإن تعالميه قد اتسمت بالحدّة والبساطة.

## السيرة
حياته المبكرة
وُلد نسارغداتا عند شروق الشمس في 17 أبريل 1897، كان يومًا مكتمل القمر في شهر شايترا حسب التقويم الهندوسي لوالدين هما شيفرامبانت كامبلي وبارفاتيباي في مدينة بومباي بالهند. صادف اليوم كذلك «هانومان جايانتي»، أي ذكرى ميلاد الإله هانومان، حيث سُميَّ هذا المولود بـ«ماروتي» تيمنا بالإله هانومان نفسه. كان والداه تابعان لسمبرادايا (حركة دينية) اسمها فاركاري، وهو تقليد بهاكتي فايشنافي مساواتي يعبد الإله فيثوبا. عمل والده، شيفرامبانت، كخادم منزلي في مدينة مومباي وأصبح لاحقا مزارعا بسيطا في كاندالغوان.
ترعرع ماروتي شيفرامبانت كامبالي في كاندالغوان، وهي قرية صغيرة في منطقة راتنجاري في ولاية ماهاراشترا، حيث كبر وسط عائلته المكونة من 6 أشقاء، أخان وأربع أخوات، ووالدان متدينان بعمق. وفي عام 1915، بعد أن مات والده، انتقل إلى بومباي ليعيل عائلته حيث لحق بأخيه الأكبر.
في البداية عمل كموظف بسيط في مكتب لكنه سرعان ما فتح متجر بضائع صغير، يبيع البيديز بصورة أساسية، وهي سجائر أوراق نبات ملفوفة، وبعد فترة كان يملك مجموعة من ثمانية محلات بيع بالتجزئة. في عام 1924 تزوج سوماتيباي وأنجبا ثلاثة بنات وولد.